# Олександра Девіль
Олександра Петрівна Кравченко, літературний псевдонім Олександра Девіль (17 грудня 1951 , Дніпро  — 25 листопада 2012 ) — українська письменниця, автор понад 20 романів, співавтор п'яти колективних збірників, член Національної спілки письменників України (з 2001).

## Біографія
Закінчила Дніпропетровський металургійний інститут, працювала у науково-дослідному інституті чорної металургії (ІЧМ) і Мінчорметі України в Управлінні енергетичних служб і організацій, де займалась питаннями енергозбереження.
Наприкінці 1990-х обрала літературу, звільнилася з роботи і весь вільний час присвятила письменництву.

## Творчість
Працювала в жанрі історико-пригодницького і соціально-психологічного роману на сучасну тематику, а також авторських новел-легенд для дітей і юнацтва. У своїх творах намагалася поєднувати змістовність із цікавим сюжетом, привертала увагу читачів до морально-етичних проблем, до історії і культурної спадщини нашого народу. Спектр епох, які її цікавили, був дуже широким: від часів Київської Русі та Козацької Доби до сьогодення, а місцем дії поставала не лише Україна, але й Європа, яку Олександра Петрівна так само добре знала й детально описувала у своїх романах.
Перші книги Олександра Петрівни були опубліковані 1998 року у дніпропетровському видавництві «Гамалія». Потім у московському видавництві «ЭКСМО-Пресс» вийшли два романи Олександри — «Муж во временное пользование» та «Дарю вечную молодость».
Пізніше, у видавництві «Донеччина» побачили світ історичні романи, детективи, написані на сучасному матеріалі. Згодом письменницю помітило українське видавництво «Клуб сімейного дозвілля», де за чотири роки у персональній серії історичних романів вийшли 7 книг авторки.
Кожній епосі, в якій працювала, приділяла неабияку увагу, і до дрібниць знала історію, побут, культуру, звичаї. Її історичні і детективні романи були дуже людяними, динамічні сюжети поєднувалися із ненав'язливою філософією і розумінням людських почуттів. Саме через увагу до почуттів, базових для становлення і розвитку особистості й одного з рушіїв соціальних перетворень, дехто відносив романи Олександри Петрівни до жанру «жіночих», хоча цей поділ насправді дуже умовний.
Писала двома мовами, хоча здебільшого її знали як російськомовну. Вже кілька років тому сумарний наклад її книг лише в Україні перевищив півмільйона екземплярів.
Композитор Валентина Фалькова написала музику до вистави «Викрадення Троянди» за п'єсою Олександри.

## Громадська діяльність
Не входила до літературних тусовок і не робила політичних заяв. Вона вважала, що виховання молодого покоління на позитивних літературних прикладах у пригодницькому жанрі є тим шляхом, який може допомогти оздоровити суспільство. І для досягнення цієї мети Олександра робила усе можливе: писала книги, зустрічалася з читачами, була суддею багатьох молодіжних літературних конкурсів, а також активним учасником секції літератури для дітей та юнацтва «Джерело» при ДОО Національної спілки письменників України.

## Відзнаки
Олександра Кравченко стала лауреатом літературної премії ім. Валерۥяна Підмогильного, була нагороджена премією Дніпропетровської обласної організації ветеранів України за книги «Приговор из прошлого» та «Фатальный ливень» і почесним дипломом Міжнародної Ради книг для дітей і юнацтва (IBBY) за книгу «Амазонки Дніпра».

## Романи
- «Тайна преображення» (1998, «Гамалія»; 2003, «Донеччина»),
- «Фиалковый цвет мести» (1998, «Гамалія»; 2003, «Донеччина»),
- «Тернистий шлях понад Дніпром» (1999, «УкО ІМА-прес»),
- «Киевская невеста» (2000, «УкО ІМА-прес», 2003, «Донеччина»),
- «Муж во временное пользование» (2000, «ЭКСМО-Пресс»),
- «Дарю вечную молодость» (2001, «ЭКСМО-Пресс»),
- «Суженый Марии» (2003, «Донеччина», 2009, «Клуб сімейного дозвілля»),
- «Изумрудное сердце» (2003, «Донеччина»; 2008, «Клуб сімейного дозвілля»),
- «Приговор из прошлого» (2003, «Донеччина»),
- «Опасное наследство» (2003, «Донеччина»),
- «Озеро страха» (2004, «Донеччина»),
- «Пороги любви и Днепра» (дилогія) (2004, «Дніпрокнига»),
- «Фатальный ливень» (2005, «Донеччина»),
- «Амазонки Дніпра»(2006, «Дніпрокнига»),
- «Кольцо надежды»(2006, «Донеччина»),
- «Мечтать не вредно» (2008, «Донеччина»),
- «Перстень Дарины» (2008, «Клуб сімейного дозвілля»),
- «Оберег волхвов» (2009, «Клуб сімейного дозвілля»),
- «Чужой клад» (2010, «Клуб сімейного дозвілля»),
- «Королева Таврики» (2011, «Клуб сімейного дозвілля»),
- «Письмо Софьи» (2012, «Клуб сімейного дозвілля»).